# Helena Cantacuzena
Helena Cantacuzena (em grego: Έλενα Καντακουζηνή) foi uma imperatriz-consorte bizantina, esposa do imperador João V Paleólogo. Era filha de João VI Cantacuzeno e Irene Asanina e irmã de Mateus Cantacuzeno e Manuel Cantacuzeno. Suas irmãs Maria e Teodora Cantacuzena foram esposas respectivamente de Nicéforo II Orsini e Orcano I.

## Imperatriz
João V e João VI eram imperadores rivais durante a guerra civil que se travou entre 1341 e 1347. Depois de grande devastação e perdas territoriais para o Império, os dois lados chegaram num acordo, com João VI assumindo a posição de imperador sênior e  V, júnior. O pacto foi firmado com o casamento entre Helena e João V.
Ele ocorreu em 28 de maio de 1347, quando Helena tinha treze anos de idade e faltava um mês para o seu noivo ter quinze anos. A paz durou apenas até 1352, quando o marido de Helena retomou as hostilidades contra o pai dela. João VI foi forçado a renunciar em 4 de dezembro de 1354 enquanto que o seu irmão, Mateus, manteve seu título de coimperador até ser também derrotado em 1357.

## Anos finais
Em 12 de agosto de 1376, João V foi deposto num golpe de estado perpetrado por seu filho Andrônico. Helena foi presa juntamente com a maior parte da família real. Andrônico tinha como principal aliado a República de Gênova, enquanto que seus adversários eram a República de Veneza, tradicional inimiga de Gênova, e Murade I, do Império Otomano. Andrônico também cooperou com o Savci Bei, um filho de Murade, numa tentativa conjunta de depor seus respectivos pais em 1373. Murade permaneceu hostil a ele e apoiava João V.
Ele também foi responsável pela restauração de João V em 1 de julho de 1379. Andrônico recuou para Gálata, que estava sob controle genovês, e Helena foi feita refém e permaneceu presa até 1381.
O conflito de João V e Andrônico IV continuou até a morte deste em 1385, quando ele foi substituído por seu filho João VII Paleólogo, que conseguiu derrubar o avô por um breve período em 1390. O papel de Helena foi mínimo e poucas fontes a mencionam. João V foi restaurado novamente, mas morreu em 16 de fevereiro de 1391. Helena se retirou então para o Convento de Santa Marta (Hagia Martha) sob o nome de Hipomona ("paciência") e ali morreu freira.

## Família
Helena e João V tiveram pelo menos nove filhos. Através deles, Helena se tornou ancestral dos últimos seis imperadores bizantinos e de muitos membros-chave dos paleólogos durante os últimos anos do Império Bizantino. Uma das bisnetas de Helena, Zoe Paleóloga, se casou com Ivã III de Moscou e se tornou a avó do famoso czar russo Ivã, o Terrível. A lista abaixo, não exaustiva, destaca alguns de seus principais descendentes:
- Andrônico IV Paleólogo (2 de abril de 1348 – 28 de junho de 1385).
  - A. João VII Paleólogo (1370 – 22 de setembro de 1408), teve 1 filho.
    - I. Andrônico V Paleólogo (c. 1400 – c. 1407), morreu sem descendentes.
- Irene Paleóloga (c. 1349 – após 1362). Casada com o primo Calil da Bitínia. Seu marido era filho de Orcano I e da irmã de Helena, Teodora Cantacuzena.
- Manuel II Paleólogo (27 de junho de 1350 – 21 de julho de 1425). Entre outros filhos, teve:
  - A. João VIII Paleólogo (18 de dezembro de 1392 – 31 de outubro de 1448), morreu sem descendentes.
  - B. Andrônico Paleólogo (1404 – 4 de março de 1428), teve 1 filho.
  - C. Teodoro II Paleólogo (c. 1396 – 21 de junho de 1448), teve 2 filhos.
    - I. Helena Paleóloga, rainha de Chipre (3 de fevereiro de 1428 – 11 de abril de 1458), teve 2 filhos.

  - D. Constantino XI Paleólogo (8 de fevereiro de 1404 – 29 de maio de 1453), morreu sem descendentes.
  - E. Demétrio Paleólogo, déspota da Moreia (27 de junho de 1350 – 21 de julho de 1425), teve 1 filho.
  - F. Tomás Paleólogo, déspota da Moreia (1409 – 12 de maio de 1465), teve 4 filhos.
    - I. Helena Paleóloga, déspota da Sérvia (1431 – 7 de novembro de 1473), teve 3 filhos.
      - a. Maria da Sérvia (1447–1498), teve diversos filhos.

    - II. André Paleólogo (1453–1502), provavelmente teve 2 filhos.
    - III. Manuel Paleólogo (1455–1512), teve 2 filhos.
    - IV. Zoé (renomeada para "Sofia") Paleóloga (c. 1455 – 7 de abril de 1503), teve 8 filhos.
      - a. Helena Ivanovna, rainha da Polônia (19 de maio de 1476 – 20 de janeiro de 1513), morreu sem descendentes.
      - b. Basílio III, Tsar da Rússia (25 de março de 1479 – 3 de dezembro de 1533), teve 2 filhos.
        - i. Ivã IV, "o Terrível", Tsar da Rússia (25 de agosto de 1530 – 28 de março de 1584), teve 8 filhos.

      - c. Iuri Ivanovich, príncipe de Dmitrovskoe (23 de março de 1480 – 3 de agosto de 1536), morreu sem descendentes.
      - g. Andrei de Staritsa (5 de agosto de 1490 – 11 de dezembro de 1537), teve 1 filho.
- Teodoro I Paleólogo de Moreia (ca. 1355 – 24 de junho de 1407).
- Miguel Paleólogo (m. 1376/1377). Reivindicou o trono do Império de Trebizonda de  Aleixo III. Foi assassinado durante a campanha militar que se seguiu.
- Maria Paleóloga (m. 1376). Noiva de Murade I, mas morreu antes do casamento.
- Uma filha noiva de Pedro II de Chipre.
- Uma de duas filhas não nomeadas cujos relatos afirmam ter entrado para o mosteiro em 1373.
- Segunda de duas filhas não nomeadas cujos relatos afirmam ter entrado para o mosteiro em 1373.